# Dépendance au jeu vidéo
 (février 2013).
La dépendance au jeu vidéo désigne un éventuel trouble psychologique caractérisant un besoin irrésistible et obsessionnel de jouer à un jeu vidéo. Elle est reconnue depuis le 18 juin 2018 comme maladie par l'OMS. Elle est officialisée comme « trouble du jeu vidéo ». L'addiction, reconnue addiction sans substance entraînerait chez le joueur des comportements au caractère répétitif et compulsif, comme chez les joueurs pathologiques ou les consommateurs de substances psychoactives.

## Définition par l'établissement d'une relation de «dépendance»
En mars 2012, l'Académie nationale de Médecine considère préférable de parler de « pratique excessive » plutôt que d' "addiction" aux jeux vidéo et avance deux raisons, :
- il n'y a à ce jour aucun consensus scientifique sur l'existence d'une réelle addiction aux jeux vidéo chez les jeunes, alors qu'il y en a un pour les jeux d'argent chez les adultes ;
- s'agissant de pratique des jeunes, le terme « pratique excessive » apparaît plus approprié car moins stigmatisant.

En outre à l'époque, l'usage de la notion d'addiction pour des comportements qui ne sont pas liés à des drogues, comme la pratique des jeux vidéo, le travail ou le sport intensif fait débat, avec notamment pour argument qu'on pourrait avancer que toute passion présente alors un caractère pathologique.
Ainsi, le psychanalyste Yann Leroux considère en 2009 qu’« Il n’y a pas d’addiction aux jeux vidéo ». De même, Keith Baker, spécialiste de l'addiction, crée dans un premier temps (2006) un centre de désintoxication; puis, après deux ans de travail auprès de centaines de jeunes accros aux jeux vidéo, affirme que la relation pathologique renvoie d'abord à des problèmes sociaux, expliquant qu'aucun des traitements classiques issus de travaux sur l'addiction ne fonctionne[source insuffisante].
Certains auteurs considèrent à l'inverse que le problème de santé est réel, ainsi Lemmens en 2009 définit-il l'addiction aux jeux vidéo en s'approchant des définitions habituelles de l'addiction : « utilisation excessive et compulsive de l'ordinateur ou des jeux vidéo qui entraîne des problèmes sociaux et/ou émotionnels ; malgré ces problèmes, le joueur est incapable de contrôler cette utilisation excessive ».
Plus récemment, des auteurs, revenant à des travaux pourtant anciens sur l'addiction, en viennent à considérer comme centrale le phénomène de rencontre entre un individu et un support potentiel à l'addiction. Par exemple, Adès note en 2020 que « [le] "processus addictif" résulte de la rencontre entre l’addictivité d’un sujet et le potentiel addictogène d’un produit ou d’un comportement ».

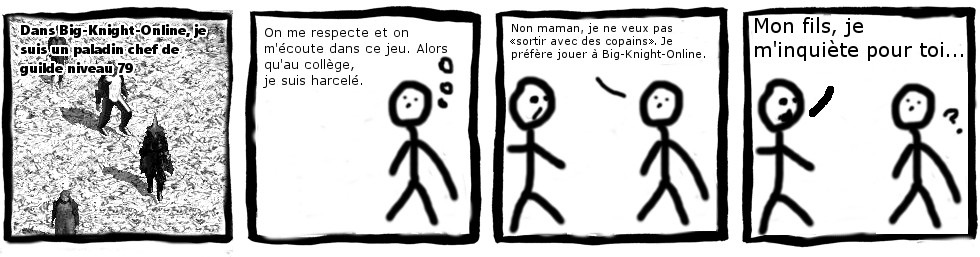
La pratique excessive des jeux vidéo est fréquente chez les personnes victimes de harcèlement scolaire, et notamment les autistes Asperger, parce qu'elle leur permet de s'échapper dans un monde où ils peuvent éviter les interactions en face à face.

Les jeux les plus pointés du doigt quant à leur « potentiel addictif » sont les jeux de rôle en ligne massivement multijoueur (MMORPG), où le joueur évolue dans un monde persistant, tels que World of Warcraft, Dark Age of Camelot, EverQuest, Runes of Magic. Ils ont comme particularités qu'on y joue en réseau - donc avec d'autres joueurs, et que l'univers continue à évoluer même lorsqu'on ne joue pas. Ils intègrent souvent le but de faire progresser et évoluer son personnage,.

## Prévalence
Le jeu vidéo est une activité récréative contemporaine parmi les plus populaires. On considère ainsi que 59 % des Américains jouent à des jeux vidéo. Chez les jeunes, la pratique du jeu vidéo est encore plus fréquente avec un taux de 97 % chez les Américains de 12 à 17 ans.
Pour évaluer la prévalence, il est courant de distinguer joueurs dépendants et joueurs problématiques,.
Une étude norvégienne a évalué les taux de prévalence et les prédicteurs de la dépendance aux jeux vidéo sur un échantillon de plus de 3 000 joueurs réguliers. Les auteurs distinguent joueurs dépendants et joueurs problématiques et arrivent à un taux de 1,4 % de joueurs dépendants pour 7,3 % de joueurs à problèmes.

## Reconnaissance par l'OMS
L'Organisation Mondiale de la Santé (OMS) considère depuis peu l'addiction au jeu vidéo comme un problème de santé. En juin 2018, l'OMS intègre en effet ce trouble dans la 11e liste de la classification internationale des maladies. D'après l'agence onusienne, l'addiction se caractérise « par un comportement de jeu persistant ou récurrent, qu'il soit en ligne ou hors ligne ». Ainsi, l'OMS considère donc désormais un joueur comme addict s'il montre plusieurs caractéristiques telles qu'un mauvais contrôle vis-à-vis du jeu vidéo (en termes de fréquence, durée, intensité, etc), une priorité accrue au jeu qui prime sur « les autres intérêts de la vie et les activités quotidiennes » ou encore, l'action de jouer tout en négligeant « l’occurrence de conséquences négatives ».
La décision de l'OMS est toutefois rapidement critiquée notamment en Europe, où certains experts considèrent que l'inclusion du trouble dans la classification est le résultat du lobbying de pays asiatiques où le rapport des jeunes aux jeux vidéo est déjà l'objet d'une prise en charge par les professionnels de santé,.
Le 25 mai 2019, l'OMS, par le biais d'une décision « prise par un consensus d’experts dans des disciplines différentes, issus de régions géographiques diverses, en se basant sur les « données factuelles disponibles », confirme l'inscription des jeux vidéo à la Classification internationale des maladies dans la section consacrée aux addictions « en dépit d'une forte opposition sur ce point, [notamment de l'ESA] (y compris des communautés scientifiques) », lors du CMI-11. Appelé « trouble du jeu vidéo » « gaming disorder » en anglais, l'entrée en vigueur sera effective le 1er janvier 2022. Le 27 mai 2019 le SELL et l'ISFE (Interactive Software of Europe) expriment leur désaccord quant à cette décision, sans nier l'existence d'une problématique.

## Tentatives de définitions diagnostiques
En l'absence de consensus concernant cette pathologie, de nombreux auteurs ont donné des clés diagnostiques. Les plus courantes reprennent les critères médico-psychiatriques classiques de l'addiction.

### Critères commun à toute addiction
Ils varient quelque peu d'un auteur à l'autre et en fonction des soubassements théoriques. Aviel Goodman, psychiatre américain propose les critères suivants :
- impossibilité de résister à l'impulsion de passage à l'acte ;
- sensation croissante de tension précédant immédiatement le début du comportement ;
- soulagement ou plaisir durant la période ;
- perte de contrôle dès le début de la crise ;
- présence d'au moins cinq des neuf critères suivants :
  - monopolisation de la pensée par le projet de comportement addictif,
  - intensité et durée des épisodes plus importantes que souhaitées à l'origine,
  - tentatives répétées pour réduire, contrôler ou abandonner le comportement,
  - temps important consacré à préparer les épisodes, à les entreprendre ou à s'en remettre,
  - l'engagement dans le comportement est tel que la personne ne peut plus accomplir des gestes élémentaires (se laver, se nourrir) et le conduit vers un désinvestissement social, professionnel et familial,
  - survenue fréquente des épisodes lorsque le sujet doit accomplir des obligations professionnelles, familiales ou sociales,
  - poursuite du comportement malgré l'aggravation des problèmes sociaux et en dépit de la connaissance des conséquences négatives.
  - tolérance marquée, c'est-à-dire besoin d'augmenter l'intensité ou la fréquence pour obtenir l'effet désiré, ou diminution de l'effet procuré par un comportement de même intensité,
  - agitation, irritabilité et surtout angoisse si le passage à l'acte addictif est différé, empêché (voir l'article détaillé sevrage).

### Addiction au jeu vidéo selon leDrMark Griffiths

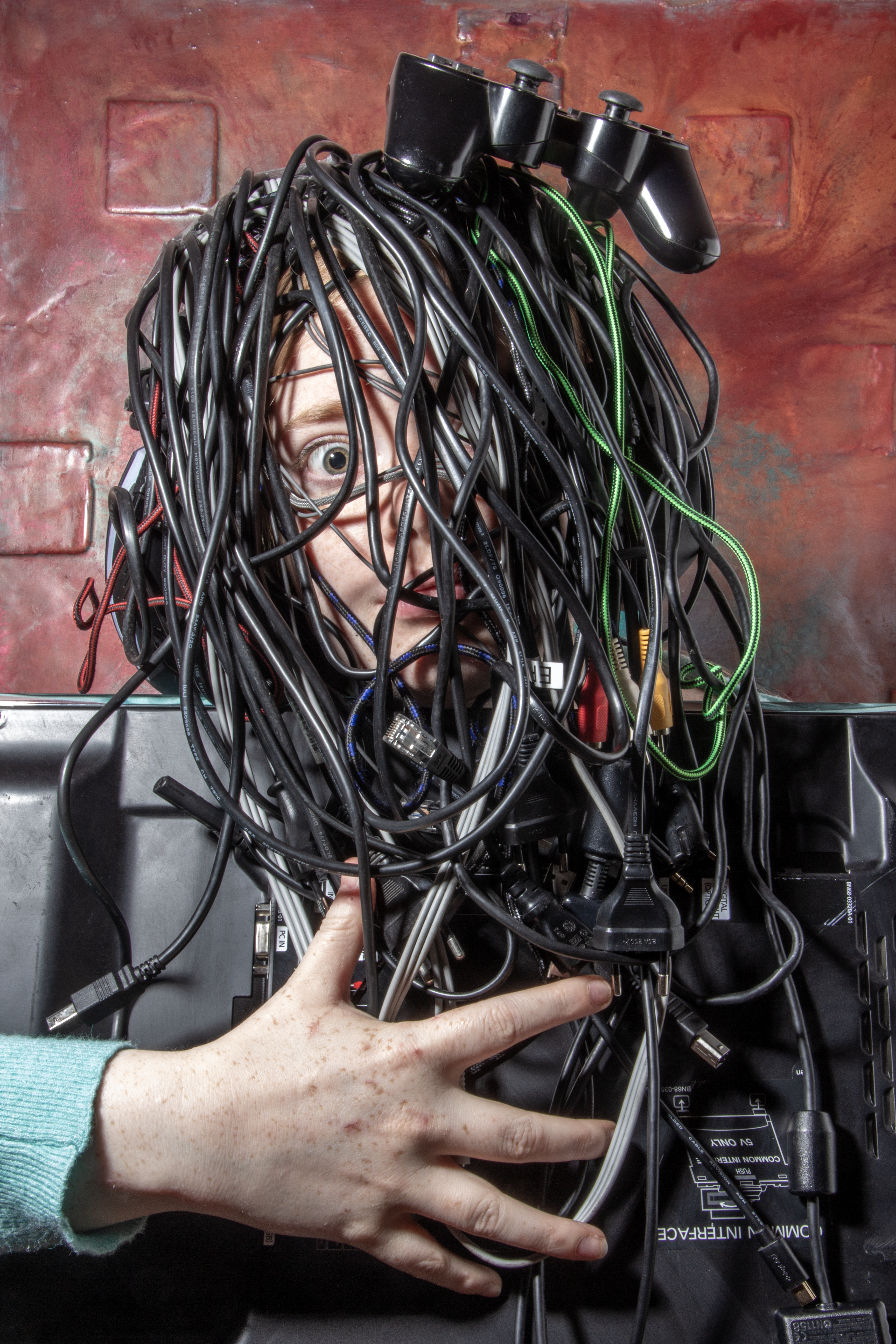
surconsommation

Le Dr Mark Griffiths de l'Université de Nottingham Trent est spécialisé dans l'addiction aux jeux vidéo. Voici son test permettant de reconnaître rapidement si un enfant a une conduite addictive aux jeux vidéo :
- joue-t-il presque tous les jours ?
- joue-t-il souvent pendant de longues périodes : 3–4 heures ?
- joue-t-il pour l'excitation qu'il en retire ?
- est-il de mauvaise humeur quand il ne peut pas jouer ?
- délaisse-t-il les activités sociales et sportives ?
- joue-t-il au lieu de faire ses devoirs ?
- les tentatives de diminuer son temps de jeu sont-elles des échecs ?

En cas de réponse positive à plus de quatre de ces questions, l'enfant joue probablement trop et il existe un problème.

### Addiction au jeu vidéo selon Tejeiro RA et Bersabe-Moran RM
Critères diagnostiques publiés dans Measuring Problem Video Game Playing In Adolescent :
- augmentation du temps passé à jouer ou à y penser, ou à programmer ses prochaines parties, ou à se remémorer ses anciennes parties ;
- mauvaise humeur, irritabilité lorsqu'on est incapable de jouer ;
- augmentation du temps passé à jouer dans les moments difficiles ;
- tentatives échouées à contrôler son temps de jeu ;
- dissimulation du temps passé à jouer avec ses parents ou amis ;
- école buissonnière, devoirs non faits, pour jouer davantage aux jeux vidéo ;
- coucher tardif, repas manqués et diminution du temps passé en famille ou avec ses amis pour jouer davantage.

### Addiction au jeu vidéo selon Bruno Rocher (IFAC)
Les addictions comportementales liées au jeu vidéo étaient évaluées en 2009 comme une réalité, considérant le comportement problématique comme une manifestation symptomatique d'une souffrance individuelle, familiale ou sociale qu'il faut évaluer et éventuellement prendre en charge.

### Conscience du risque
Une étude américaine citée par la MILDT[réf. nécessaire] révèle que 50 % des adeptes d’un jeu de rôle en ligne se considèrent comme « dépendants ».
Cette tendance est retrouvée dans l’enquête réalisée par le docteur John Charlton de l’Université britannique de Boltonen où il apparaît que plus de 40 % d’anciens joueurs estiment que leur engouement pour un jeu de rôle en ligne a nui à leur vie sociale et que 50 % reconnaissent qu’ils diminuaient leur temps de sommeil.
Ces deux enquêtes démontrent que dans la sphère du jeu vidéo, les jeux de rôle en ligne pourraient représenter un risque plus important que d’autres formes d’amusement.

## Pratique excessive du jeu vidéo dans le monde

### En Chine
Le docteur Tao Ran, médecin militaire et psychiatre spécialisé dans la dépendance à la drogue, a créé en 2004 un centre de réhabilitation pour les « drogués » de l'Internet dans une base aérienne des environs de la capitale. Pour lui, « 95 % des dépendances à l'Internet chez les jeunes sont liées aux jeux vidéo » et ses jeunes patients « souffrent tous de troubles psychologiques graves et de sérieux problèmes d'identité : leur « moi » s'est dilué sur l'écran vidéo ; ils ont fini par s'identifier au rôle de leurs personnages de combattants dans des jeux violents où la victoire représente une gratification certaine ». Ainsi sa clinique peut accueillir jusqu'à 90 jeunes, devant débourser l'équivalent de 900 euros par mois pour une cure qui peut durer 90 jours. « Il faut rétablir l'autorité sur ces enfants, dont 95 % sont des garçons ; ils souffrent d'un déficit d'amour paternel. En Chine, les parents sont très soucieux de l'éducation de leur progéniture et des résultats scolaires. Mais ils négligent souvent l'épanouissement affectif. »
Mais le cas de la Chine serait à nuancer, en effet pour le jeu World of Warcraft de nombreuses entreprises chinoises proposent des services en jeu (montée de niveau rapide, pièces d'or virtuelles) contre de l'argent réel. Ainsi un véritable business s'est créé et de jeunes Chinois passent des jours et des nuits sur des ordinateurs à travailler pour des joueurs occidentaux. Certaines prisons chinoises auraient même forcé des détenus à jouer en ligne pour récupérer les bénéfices retirés par leur travail sur le jeu.

## Termes utilisés par les joueurs
Selon le domaine d'activité d'un joueur consacrant beaucoup de temps à sa pratique, différents termes signifient qu'un tel joueur est dépendant. Ces termes sont bien souvent utilisés à la légère et de manière abusive dans un but de provocation ou d'humour.
- Otaku : le sens de ce terme japonais a évolué pour désigner aujourd'hui toute personne se consacrant à un passe-temps, le plus souvent fait en intérieur ; le terme a par la suite acquis une connotation péjorative. Il désigne aujourd'hui (du moins en français) une personne qui se replie sur elle-même et ne vit plus que pour une passion : culte d'une « idole », ordinateur (nerd), jeu vidéo (joueur passionné) et la plus probable ce qui regarde les animes, etc.
- Geek : un geek est une personne passionnée, voire obsédée, par un domaine précis. Et relativement en retrait du monde social. À l’origine, en anglais le terme signifiait « fada », autrement dit une variation argotique de « fou ». D’abord péjoratif — son homographe désigne un clown de carnaval — il est maintenant revendiqué par certaines personnes.
- Nerd : un nerd, est un terme anglais désignant une personne à la fois socialement handicapée et passionnée par des sujets liés à la science et aux techniques. Le terme de nerd est devenu plutôt péjoratif, à la différence de geek. En effet, comparé à un geek, un nerd est plus asocial, et plus polarisé sur ses centres d'intérêt, auxquels il consacre plus de temps.
- Hikikomori : Hikikomori est un mot japonais désignant une pathologie psychosociale et familiale touchant principalement des adolescents ou de jeunes adultes qui vivent cloîtrés chez leurs parents, le plus souvent dans leur chambre pendant plusieurs mois, voire plusieurs années, en refusant toute communication, même avec leur famille, et ne sortant que pour satisfaire aux impératifs des besoins corporels.
- Nolife : le terme no-life ou sans vie en français, désigne un joueur de jeu vidéo qui consacre une très grande part, si ce n'est l'exclusivité de son temps à pratiquer sa passion au détriment d'autres activités, affectant ainsi ses relations sociales.
- Joueur passionné : un « joueur passionné », plus souvent appelé Hardcore Gamer, désigne un joueur qui s'implique énormément dans un jeu vidéo. Il joue beaucoup, et peut passer ses journées à tenter d'obtenir de meilleurs scores, seul ou contre d'autres joueurs ou d'autres équipes et explore un jeu entièrement pour en dénicher les subtilités. Certains de ces joueurs peuvent être qualifiés de professionnels car ils sont payés pour s'entraîner et pour participer à des compétitions[28].
- Gosu : ce terme signifie ici « God Of Starcraft Universe », il est apparu durant la période de gloire du jeu StarCraft en tant que sport électronique en Corée du Sud où il désigne la communauté des joueurs professionnels, ce sont des joueurs qui jouent quotidiennement plus de 4 heures par jour, parfois en groupe dans les gaming house ou chez eux. L'appellation est plus tard étendue à d’autres jeux vidéo mais surtout pour les jeux de stratégie en temps réel de Blizzard, tels que Warcraft III et StarCraft II.

## Sujets à risque

### Adolescents
Tout le monde n'est pas susceptible de devenir dépendant aux jeux vidéo mais certains sont plus fragiles que d'autres. L'adolescent qui éprouve de la difficulté à accéder à l'autonomie au sein de la cellule familiale va, en jouant beaucoup, en coupant en quelque sorte les liens avec le monde réel, chercher à montrer sa différence, son indépendance, son autonomie. Mais tout cela sans réellement partir, sans claquer la porte ou sans chercher une confrontation directe comme le feraient certains. D'autant plus que cette activité est souvent pratiquée au détriment de leur vie scolaire. Un addict aux jeux vidéo est considéré comme dépendant lorsque son seuil de jeu dépasse les 30 heures par semaine. Cette dépendance peut causer des répercussions sur le sommeil, ou causer un état de souffrance psychique ou de solitude. Peu à peu le jeune est exposé à un échec scolaire. Dans le cas où l'enfant n'est pas aidé il peut souffrir de problèmes de santé. On peut repérer une addiction aux jeux vidéo aux niveaux des résultats scolaires, un quelconque désintérêt pour une activité ou des problèmes de relations sociales.

### Hommes et femmes
Cette dépendance est particulièrement présente chez les hommes, mais touche également les femmes.

## Prévention
La prévention passe par l'information. En France, des messages sur internet, des outils et des indicateurs de contenu sur les jeux vidéo sont mis en place.
Les outils de contrôle parental permettent aux parents de limiter ou d'interdire l'accès à certaines fonctionnalités sur les consoles de jeu, les téléphones portables et les systèmes d'exploitation PC et MAC. Ils permettent notamment de limiter le temps de jeu d'un enfant, de contrôler ses achats en ligne et de sélectionner les jeux auxquels il joue.
Le collectif PédaGoJeux.fr  diffuse des informations à destination des parents et des acteurs professionnels, pour une pratique sereine du jeu vidéo depuis 2008. Il propose de nombreux guides et fiches pratiques accessibles en ligne, et regroupe un collectif d'ambassadeurs qui réalise de nombreuses actions de sensibilisation sur le territoire français.
Le système de classification PEGI (Pan-European Game Information) a été créé en 2003 pour aider les parents à prendre des décisions éclairées dans leurs achats de jeux vidéo. Il est utilisé dans 38 pays, et a permis de noter plus de 30 000 jeux. Cet organisme indépendant est soutenu par les principaux constructeurs de consoles et éditeurs de jeux vidéo, les associations professionnelles Européennes et est reconnu par le Ministère de l'Intérieur français depuis 2015.
Les CIRDD (Centres d'information Régionaux sur les Drogues et les Dépendances) sous influence de la MILDT ouvrent les champs de réflexion sur ce sujet sur une échelle régionale (colloques). Cependant, la prévention et le contrôle de la consommation est difficile et limité, la prévention doit toucher l'entourage et l'individu.
La Délégation Interministérielle à la Famille a pour mission de mettre en œuvre une politique familiale tenant compte des spécificités de la période de l’adolescence et du soutien à apporter aux parents d’adolescents en passant par :
- l'information et la formation des parents aux usages et aux pratiques d’Internet ;
- l'instauration d'un dialogue parental autour d'Internet ;
- donner les outils d’un contrôle parental adapté ;
- la contribution à la sécurisation d’Internet [36].

Les campagnes de prévention sont peu nombreuses et souvent à l'initiative d'associations en partenariat avec le ministère de la famille, l'INPES et l'INSERM. Leur action est locale. La dépendance au jeu vidéo étant récente et assez peu fréquente, sa prévention n'est pas une priorité de santé publique. À la suite d'une directive nationale en 2007, l'INSERM a constitué un groupe d'experts qui a formulé les recommandations suivantes :
- élaborer une campagne de prévention adaptée au public ;
- instituer un programme de formation national commun aux différents acteurs du secteur ;
- développer des travaux sociologiques pour comprendre les pratiques vidéo-ludiques s’inscrivant dans les transformations de notre société.

Au centre médical Marmottan, à Paris, a été développé depuis le début des années 2000 un accueil spécifique pour les personnes souffrant d’addictions sans drogue[source insuffisante]. Dans le cadre de cette consultation, l'hôpital reçoit principalement des joueurs d’argent et de hasard ainsi que des cyberdépendants.

## Traitements
Lors d’une hospitalisation due à une cyber-addiction, et plus particulièrement aux game-addicts, le personnel soignant couple en général une thérapeutique individuelle, familiale et sociétale. Cet aspect polymorphique permet d’aborder cette pathologie en ayant un spectre d’action le plus large possible, offrant ainsi la possibilité aux thérapeutes de trouver la(les) raison(s) sous-jacente(s) à cette dépendance.
De plus, on peut faire une analogie avec les méthodes de traitement que l’on trouve dans le cadre de l'addiction avec substance, qui elle aussi combine un aspect bio-psycho-social.